# 장성 수산리 오층석탑
장성 수산리 오층석탑(長城 壽山里 五層石塔)은 전라남도 장성군 장성읍 수산리에 있는 오층석탑이다. 1984년 2월 29일 전라남도의 문화재자료 제103호로 지정되었다.

## 개요
장성읍에서 북쪽으로 약 1km 떨어진 국도변 민가 안마당에 서 있는 석탑으로, 전해지는 기록이 없어 탑이 속해 있던 사찰에 대해서는 알 수 없다.
기단부(基壇部)는 땅속에 묻혀있어 구조를 알 수 없고, 그 위로 5층의 탑신(塔身)이 쌓여 있다. 탑신의 몸돌에는 모서리마다 기둥 모양의 조각을 두었다. 지붕돌은 낙수면의 경사가 급하고 처마는 수평을 이루다가 네 귀퉁이에서 바짝 치켜올라 갔으며, 밑면에 1·2·3층은 4단, 4·5층은 3단의 받침을 두었다. 꼭대기에는 노반(露盤:머리장식 받침)과 보주(寶珠:연꽃 봉오리 모양의 장식)가 남아 머리장식을 하고 있다.
탑신의 1층 몸돌에 비해 2층 몸돌의 크기와 높이가 모두 급격히 줄어들었다. 기단부가 묻혀있어 탑 전체모습을 볼 수 없음이 아쉬우나, 탑의 균형미나 돌을 다듬은 솜씨 등이 뛰어나다. 고려시대 전기에 세운 것으로 추정된다.

## 참고 자료
- 수산리오층석탑 - 국가유산청 국가유산포털